# Жута златна кртица
Жута златна кртица (лат. Calcochloris obtusirostris) је ситни сисар из реда Afrosoricida. Насељава саване југоисточне Африке.

## Угроженост
Ова врста је наведена као последња брига, јер води криптичан начин живота, веома је бројна у свом ареалу, а сам ареал је великим делом заштићен.

## Распрострањење
Жута златна кртица је присутна у Зимбабвеу, Мозамбику и Јужноафричкој Републици.

## Систематика
Жута златна кртица обухвата три описане подврсте: